# Kazuya Maekawa
Kazuya Maekawa (japonès: 前川和也)  (Hirado, 22 de març de 1968) és un exfutbolista japonès. Kazuya Maekawa va disputar 17 partits amb la selecció japonesa.